# Gliese 752
Gliese 752 is een dubbelster met een magnitude van +9,13 en +17,30 in het sterrenbeeld Arend met een spectraalklasse van M2.5 en M1.V. De ster bevindt zich 19,29 lichtjaar van de zon. Gliese 752B, ofwel VB 10 wordt ook wel Van Biesbroeck's ster genoemd, naar de ontdekker, George Van Biesbroeck.